# Exneider Guerrero
Exneider Guerrero (Cartagena, Colombia, 24 de junio de 1997) es un futbolista colombiano. Juega como mediocampista y actualmente es Umecit FC en la Primera División de Panamá.

## Clubes
| Club                   | País     | Temporadas    |
| ---------------------- | -------- | ------------- |
| Universitario Popayán  | Colombia | 2014 - 2015   |
| Deportes Quindío       | Colombia | 2016 - 2020   |
| Independiente Santa Fe | Colombia | 2021          |
| Deportes Quindío       | Colombia | 2022          |
| Atlético Huila         | Colombia | 2023          |
| Jaguares de Córdoba    | Colombia | 2024          |
| Umecit FC              | Panamá   | 2024-presente |

## Estadísticas
| Club                              | Div                 | Temporada           | Liga  | Liga  | Copa Nacional | Copa Nacional | Copa Internacional | Copa Internacional | Total | Total |
| Club                              | Div                 | Temporada           | Part. | Goles | Part.         | Goles         | Part.              | Goles              | Part. | Goles |
| --------------------------------- | ------------------- | ------------------- | ----- | ----- | ------------- | ------------- | ------------------ | ------------------ | ----- | ----- |
| Universitario Popayán · Colombia  | 2ª                  | 2014                | 1     | 1     | 0             | 0             | -                  | -                  | 1     | 1     |
| Universitario Popayán · Colombia  | 2ª                  | 2015                | 34    | 5     | 1             | 0             | -                  | -                  | 35    | 5     |
| Universitario Popayán · Colombia  | Total               | Total               | 35    | 6     | 1             | 0             | 0                  | 0                  | 36    | 6     |
| Deportes Quindío · Colombia       | 2ª                  | 2016                | 14    | 1     | 4             | 1             | -                  | -                  | 18    | 2     |
| Deportes Quindío · Colombia       | 2ª                  | 2017                | 32    | 7     | 4             | 1             | -                  | -                  | 36    | 8     |
| Deportes Quindío · Colombia       | 2ª                  | 2018                | 32    | 5     | 6             | 1             | -                  | -                  | 38    | 6     |
| Deportes Quindío · Colombia       | 2ª                  | 2019                | 35    | 6     | 1             | 0             | -                  | -                  | 36    | 6     |
| Deportes Quindío · Colombia       | 2ª                  | 2020                | 19    | 5     | 5             | 0             | -                  | -                  | 24    | 5     |
| Deportes Quindío · Colombia       | Total               | Total               | 132   | 24    | 20            | 3             | 0                  | 0                  | 152   | 27    |
| Independiente Santa Fe · Colombia | 1ª                  | 2021                | 6     | 0     | -             | -             | 0                  | 0                  | 6     | 0     |
| Independiente Santa Fe · Colombia | Total               | Total               | 6     | 0     | 0             | 0             | 0                  | 0                  | 6     | 0     |
| Deportes Quindío · Colombia       | 2ª                  | 2022                | 41    | 6     | 6             | 1             | -                  | -                  | 47    | 7     |
| Deportes Quindío · Colombia       | Total               | Total               | 41    | 6     | 6             | 1             | 0                  | 0                  | 47    | 7     |
| Atlético Huila · Colombia         | 1ª                  | 2023                | 10    | 1     | -             | -             | -                  | -                  | 10    | 1     |
| Atlético Huila · Colombia         | Total               | Total               | 10    | 1     | 0             | 0             | 0                  | 0                  | 10    | 1     |
| Jaguares de Córdoba · Colombia    | 1ª                  | 2024                | 11    | 0     | 5             | 0             | -                  | -                  | 16    | 0     |
| Jaguares de Córdoba · Colombia    | Total               | Total               | 11    | 0     | 5             | 0             | 0                  | 0                  | 16    | 0     |
| Umecit FC · Panamá                | 1ª                  | 2024                | 0     | 0     | -             | -             | -                  | -                  | 0     | 0     |
| Umecit FC · Panamá                | Total               | Total               | 0     | 0     | 0             | 0             | 0                  | 0                  | 0     | 0     |
| Total en su carrera               | Total en su carrera | Total en su carrera | 235   | 37    | 32            | 4             | 0                  | 0                  | 267   | 41    |